# Andrea Pastore
Andrea Pastore (Caramanico Terme, 4 maggio 1947) è un politico italiano.
Notaio dal 1976, ha fondato l'associazione di categoria ASAN ed è stato deputato per cinque legislature consecutive, dalla XII alla XV prima con Forza Italia e poi con Il Popolo della Libertà. È stato consigliere di amministrazione della Cassa nazionale del notariato. Nella XV legislatura ha presieduto la commissione Bicamerale per la Semplificazione della legislazione.